# Wassertorstraße 20 (Quedlinburg)

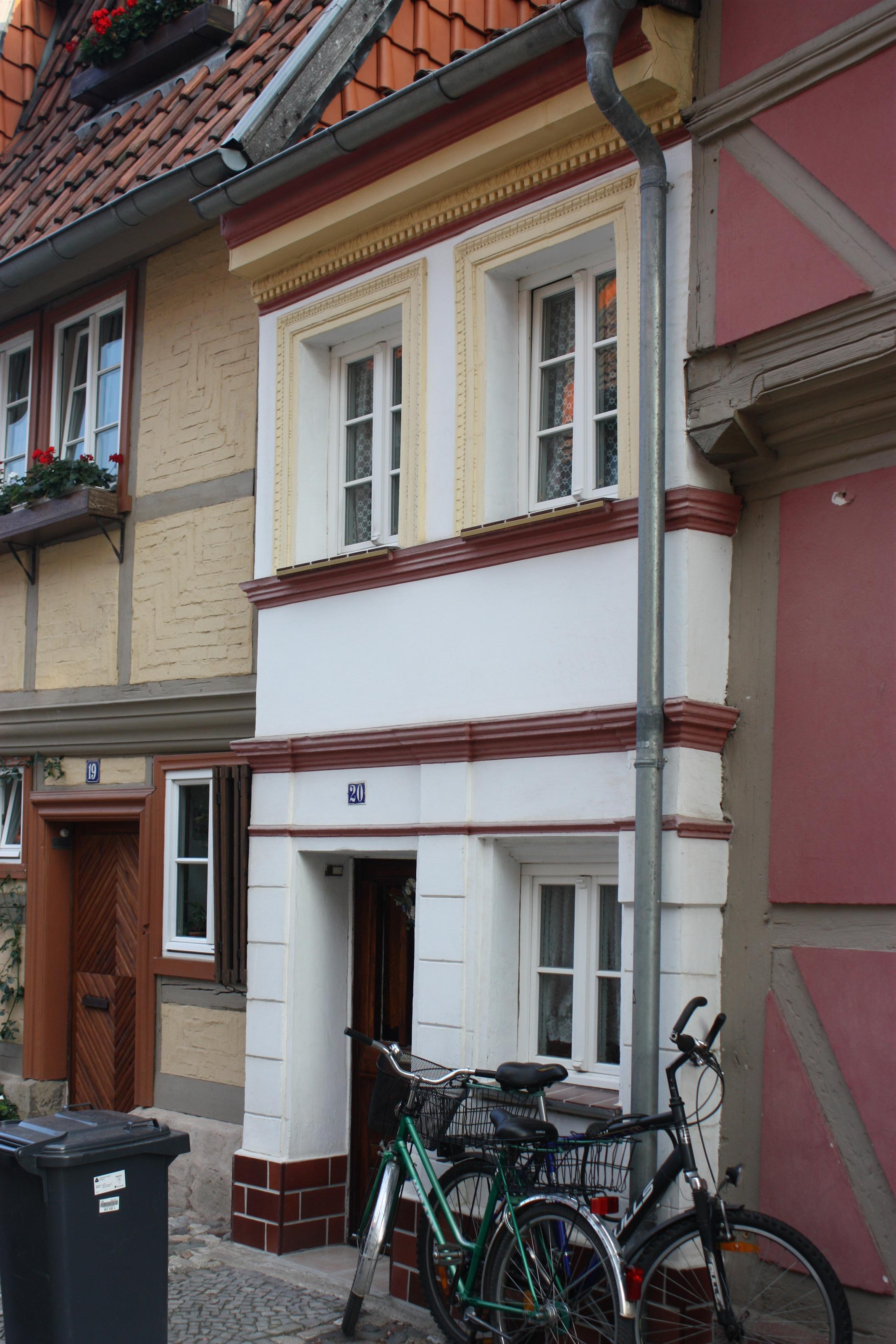
Haus Wassertorstraße 20

Das Haus Wassertorstraße 20 ist ein denkmalgeschütztes Gebäude in der Stadt Quedlinburg in Sachsen-Anhalt.

## Lage
Das Gebäude befindet sich an der Südseite des Quedlinburger Schloßberges im Stadtteil Westendorf. Es ist im Quedlinburger Denkmalverzeichnis als Wohnhaus eingetragen und gehört zum UNESCO-Weltkulturerbe. Östlich grenzt das gleichfalls denkmalgeschützte Haus Wassertorstraße 19, westlich das Haus Wassertorstraße 21 an.

## Architektur und Geschichte
Das sehr kleine und im Verhältnis zur angrenzenden Bebauung auch deutlich niedrigere Gebäude stammt aus der Mitte des 19. Jahrhunderts. Möglicherweise geht es in seinem Kern auf ein älteres Fachwerkhaus zurück. Die heutige Fassade ist in massiver Bauweise errichtet. Auf der Rückseite des zweigeschossigen Gebäudes befinden sich mehrere Terrassen sowie ein zum weiter südlich gelegenen Mühlgraben hin abfallender Hanggarten.